# Coma del Pi
La Coma del Pi és una coma del terme municipal d'Abella de la Conca, a la comarca del Pallars Jussà.
Està situada a l'extrem nord-oriental del terme, al nord-nord-est de l'antic poble de Carreu, al vessant meridional del contrafort més oriental de la Serra de Boumort, molt a prop del límit del terme municipal. Al capdamunt -nord- de la Coma del Pi hi ha la Creueta, que és el lloc on es troben els termes d'Abella de la Conca, Conca de Dalt (antic municipi d'Hortoneda de la Conca, tots dos del Pallars Jussà, i Cabó, de l'Alt Urgell.
L'alçada al centre de la coma és de 1.864,4, en el lloc on hi ha una cruïlla de pistes de muntanya, un dels quals és el practicable per fer la volta al Parc, d'Hortoneda a Carreu.